# Albin Braig

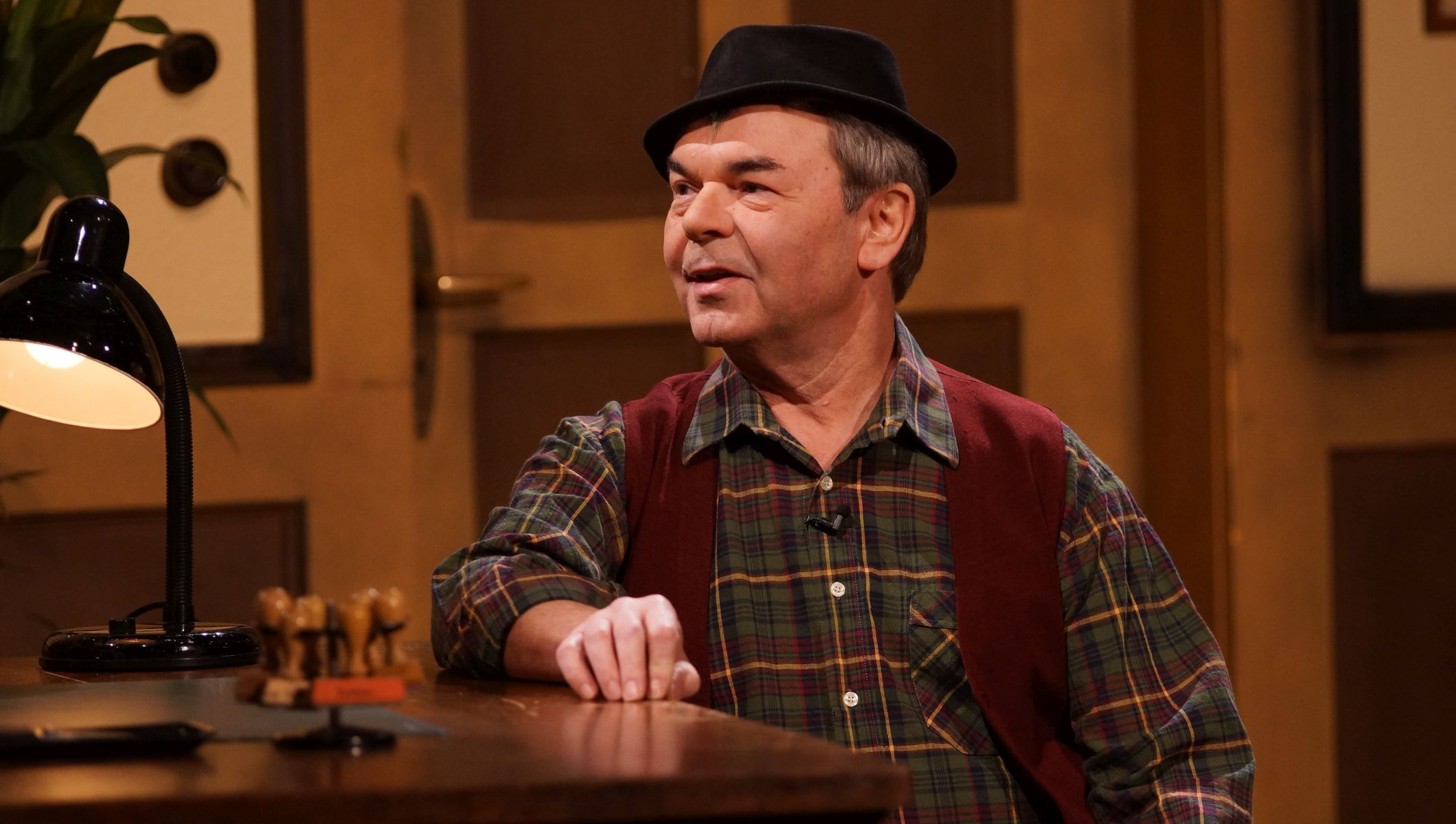
Albin Braig in der Rolle des Hannes (2014)

Albin Braig (* 16. Januar 1951 in Stuttgart) ist ein deutscher Mundartschauspieler und ehemaliger Leiter der Komede-Scheuer in der Mäulesmühle in Leinfelden-Echterdingen.
Braigs Paraderolle ist die ihm von seinem Vater Otto Braig (1912–1997) auf den Leib geschriebene Figur des Hannes in der Sketchreihe Hannes und der Bürgermeister, der als scheinbar trotteliger Amtsbote den gebildeten Bürgermeister immer wieder durch schlagfertige Bauernschläue austrickst oder ihn andererseits aus peinlichen Situationen rettet. Albin Braig und Karlheinz Hartmann, der Darsteller des Bürgermeisters, kannten sich bereits seit ihrer Schulzeit in Stuttgart-Weilimdorf. Braig lebt in Herrenberg. Eine der bekanntesten Phrasen als Hannes lautet „Ich höre mich nicht ‚nein‘ sagen“, wenn ihm ein Schnaps angeboten wird, bzw. „Kein Schnaps nach dem Essen ist das hellste Gift“. Diese Rolle hat ihm das Prädikat "Experte für den schwäbischen Dialekt" eingetragen.
Die Leitung der Komede-Scheuer (Schwäbisch für „Komödien-Scheune“) hat Albin Braig von seinem Vater Otto Braig übernommen, mit dem er mehrere im schwäbischen Mundartraum sehr bekannte Komödien inszeniert hat. Einige der Theaterstücke wurden vom Süddeutschen Rundfunk bzw. Südwestrundfunk aufgezeichnet und im dritten Fernsehprogramm ausgestrahlt.
Zudem spielte Albin Braig in der Tatort-Folge Mord ist kein Geschäft (1983) einen Landwirt, der eine Leiche findet, sowie in der Tatort-Folge Einer sah den Mörder (1986) den gewerkschaftstreuen Polizeimeister Göbel, welcher die Tatwaffe des Mordes identifiziert. In den 1980er-Jahren war er zudem als Lockvogel in der Sendung Verstehen Sie Spaß? tätig, unter anderem als angeblicher Sauerkrauttester in der Sendung Was bin ich? von Robert Lembke. Ein Angebot von Kurt Felix, als fester Lockvogel für die Sendung zu arbeiten, schlug er jedoch aus.
Albin Braig erhielt im Mai 2017 den Verdienstorden des Landes Baden-Württemberg. Er hielt dabei in der Rolle des Hannes die Dankesrede für alle 22 an diesem Tag geehrten Personen.  Er ist der Vater des Schauspielers Bastian Braig, der ebenfalls in der Komede-Scheuer auftrat. Im Mai 2023 endete das Engagement von Braig in der Mäulesmühle.